# Jan Kaminiata
Jan Kaminiata (gr. Ιωάννης Καμινιάτης, ur. ok. 870-875) – bizantyński historyk z X wieku.
Jest autorem dzieła O zdobyciu Tesaloniki opowiadającej zdobycie miasta przez Arabów w 904 roku pod wodzą Leona z Trypolisu. Jego dzieło powstało w niewoli arabskiej przed 908 rokiem. Wydarzenie to przeżył jako świadek. Potraktował je jako karę boską za grzechy Bizantyńczyków.